# Au pays du soleil de minuit
Pour plus de détails, voir Fiche technique et Distribution.
Au pays du soleil de minuit (Land of the Midnight Fun) est un dessin animé américain de la série Merrie Melodies, réalisé par Tex Avery sur un scénario de Melvin Millar, et sorti en 1939.

## Fiche technique
Sauf indication contraire, les informations mentionnées dans cette section peuvent être confirmées par la base de données cinématographiques IMDb,  présente dans la section « Liens externes ».
- Réalisation : Tex Avery
- Scénario : Melvin Millar
- Production : Leon Schlesinger Studios
- Musique originale : Carl W. Stalling
- Montage et technicien du son : Treg Brown (non crédité)
- Pays de production :  États-Unis
- Langue : anglais
- Genre : animation, comédie
- Langue : anglais
- Durée : 8 minutes
- Distribution : 1939 : Warner Bros. Pictures
- Format : 1,37 :1 Technicolor Mono
- Date de sortie : 
  - États-Unis : 23 septembre 1939

### Animateurs
- Charles McKimson (en)
- Robert McKimson (non crédité)
- Virgil Ross (non crédité)
- Sidney Sutherland (non crédité) (comme : Sid Sutherland])

## Distribution
Sauf indication contraire, les informations mentionnées dans cette section peuvent être confirmées par la base de données cinématographiques IMDb,  présente dans la section « Liens externes ».
Voix originales : (personne n'est au générique)
- Tex Avery : loup d'Alaska
- Sara Berner :	la poule
- Mel Blanc : l'Eskimo et les chiens
- Robert C. Bruce : le narrateur

## Musique
- Carl W. Stalling : directeur de la musique